# HAT-P-4 b
HAT-P-4b o BD+36° 2593 b è un esopianeta orbitante attorno alla stella BD+36°2593 distante circa 1000 anni luce dalla Terra e sita nella costellazione del Boote. Fu scoperto grazie ad un suo transito davanti alla stella madre il 2 ottobre 2007. Fu il quarto esopianeta scoperto dal progetto HATNet.
È un tipico esempio di pianeta del tipo Giove caldo con il 68% di massa e 127% di raggio rispetto a Giove. La sua densità è il 41% dell'acqua. Poiché l'inclinazione orbitale è nota dal suo transito, si conosce con esattezza anche la massa.
Il pianeta orbita ad una distanza circa 6,7 milioni di chilometri dalla stella madre con un periodo esatto di 73 h 21 m 24,71 s; ciò vuol dire che HAT-P-4b si muove nello spazio alla velocità di 158,55 km/s.
Grazie alla sua massa e alla sua ristretta orbita, il pianeta influenza gravitazionalmente la stella madre causando un leggero movimento circolare, o un'orbita ellittica, attorno a un comune centro di massa.